# Sobba
Sobba est un village de la commune de Ngaoui situé dans la région de l'Adamaoua et le département du Mbéré au Cameroun, à proximité de la frontière avec la République centrafricaine.

## Population Mbororo et Gbaya
En 1967, Sobba comptait 163 habitants, principalement Gbaya. Lors du recensement de 2005, 690 personnes y ont été dénombrées.